# Géants de Charleroi
Les géants de Charleroi forment un groupe de treize géants traditionnels portés qui participent aux carnavals et fêtes de Wallonie dans le centre-ville de Charleroi (Belgique). Les plus anciens datent de 1934, le plus récent de 2025.

## Histoire
Les géants de Charleroi, tout comme son carnaval, sont une tradition récente. Contrairement à ceux de Ath ou Nivelles qui date du XVe siècle, à Charleroi, c'est en 1934, à l'occasion des fêtes de Wallonie, que sont créés les deux premiers géants portés,.
Une légende est créée autour de ces deux géants d'une hauteur de 4,6 mètres. 

Il s'agit de D'jean et D'jène, mineur et ouvrier verrier du début du XXe siècle, anciens habitants du Sâle Dèbout, quartier populaire mais insalubre qui vient d'être rasé (1932). Comme de nombreux wallons, ils étaient partis aux États-Unis, mais nostalgiques, ils reviennent au pays. Ils débarquent à la gare de Charleroi-Ouest pour rejoindre le Sâle Dèbout qui se trouve à proximité,. Ces personnages seront exposés sur le parvis de l'hôtel de ville lorsque la région sera libérée de l'occupation allemande, en septembre 1944.
Le 29 septembre 1956, ces deux géants reviennent avec de nouvelles têtes. Ils sont accompagnés de deux nouveaux, ''el champète (le garde champêtre) et el facteûr. Ces derniers seront témoins au mariage de D'jean et D'jène qui sera célébré le soir même devant l'hôtel de ville par l'échevin Hermand Escarmure.
En 1957, ce sont quatre nouveaux géants qui sont créés, inspirés de personnes réelles. Il s'agit de Davau, le chansonnier-cabaretier Ferdinand Davaux ; Lahoussée, François Lahoussée, clarinettiste ; El majeur (le bourgmestre), probablement Jules Lenoir, tenancier d'un café situé place de la Digue et Maka, Léopold Willems, porteur de bagages à la gare de Charleroi-Sud,.
En 1986, c'est la naissance de D'jambo, fils de D'jean et D'jène.
Pour le centenaire de leur club en 1992, les Climbias de Lodelinsart se voient offrir par mécénat un géant de 4 mètres de hauteur et 60 kilos d'osier et de polyester, baptisé El Climbia qui et venu agrandir la famille des géants de Charleroi[réf. nécessaire].
Vers le milieu des années 1990, les porteurs, traditionnellement recrutés parmi les clients du café qui patronnait un géant, font défaut. L'union des commerçants et artisans de Charleroi (UCAC), alors propriétaire des géants, trouve un accord avec les associations de quartier pour trouver des volontaires.
En 2008, la ville de Charleroi rachète les géants à l'UCAC[réf. nécessaire]. Ceux-ci seront entièrement restaurés : carcasse, têtes et vêtements. Les visages seront restaurés par Cannizzaro Massimo, sculpteur de Mont-sur-Marchienne.
Lors du carnaval de 2010 un nouveau géant est créé à l'effigie d'Escarmure, l'échevin qui en 1956, a célébré les noces de D'jean et D'jenne.
Le 3 septembre 2016, lors des festivités organisées pour le 350e anniversaire de la ville, Julia, créée par l’Eden, rejoint le groupe. Jeune, tatouée, les bras découverts, elle représente le Charleroi de 2016. Elle sera exposée au sein du pavillon belge de la biennale d’art contemporain de Venise de 2024. Le 4 mars 2025, un géant destiné aux plus jeunes à l'effigie de Spirou, et baptisé Maxime, vient agrandir la famille lors du carnaval.
De temps en temps, certains d'entre eux se produisent à l'extérieur de Charleroi (Ath, Flobecq ou Maffle). En dehors de leurs sorties traditionnelles au carnaval et aux Fêtes de Wallonie, les géants sont présentés dans l'entrée principale de l'hôtel de ville de Charleroi.

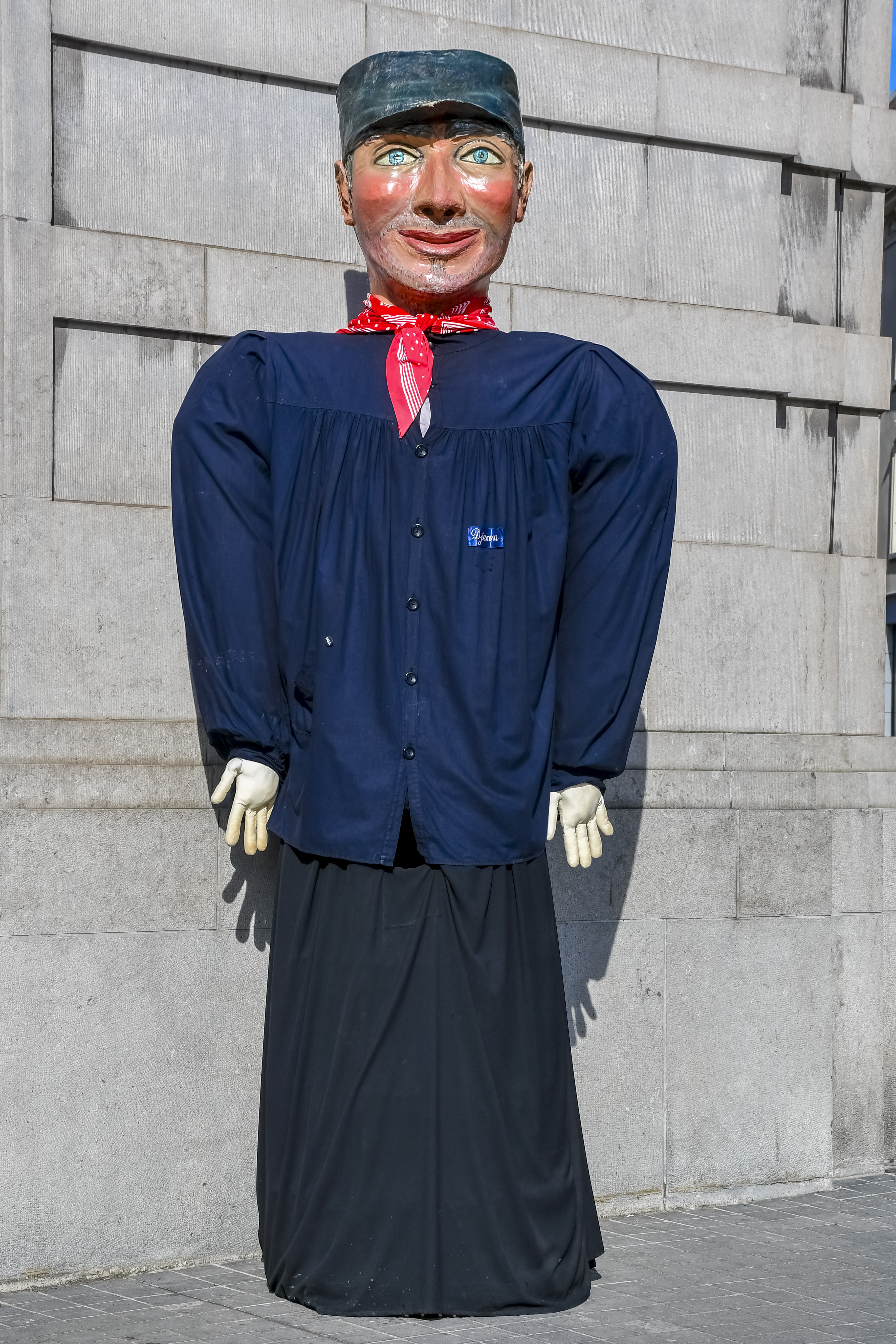
Djean (1934)
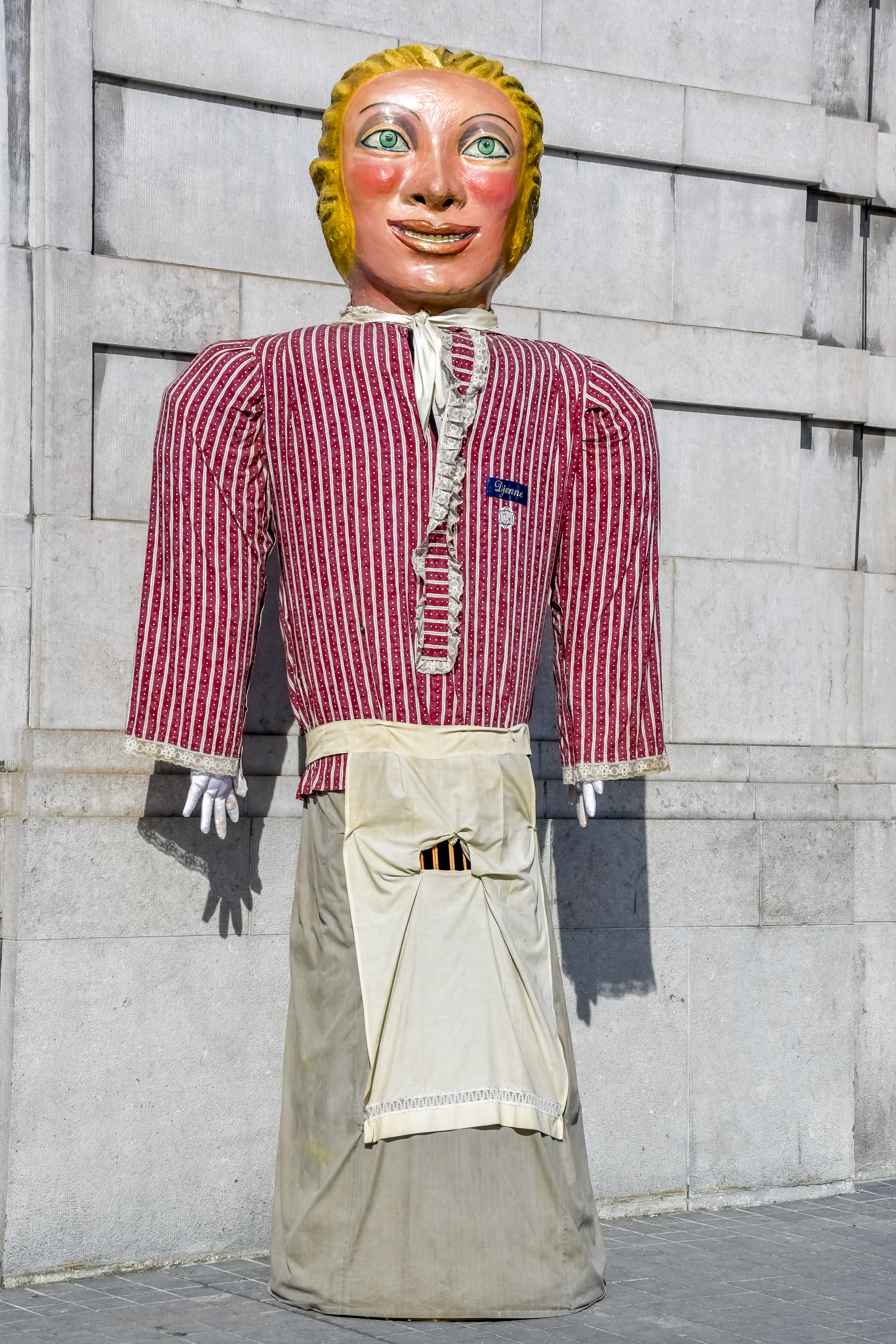
Djenne (1934)
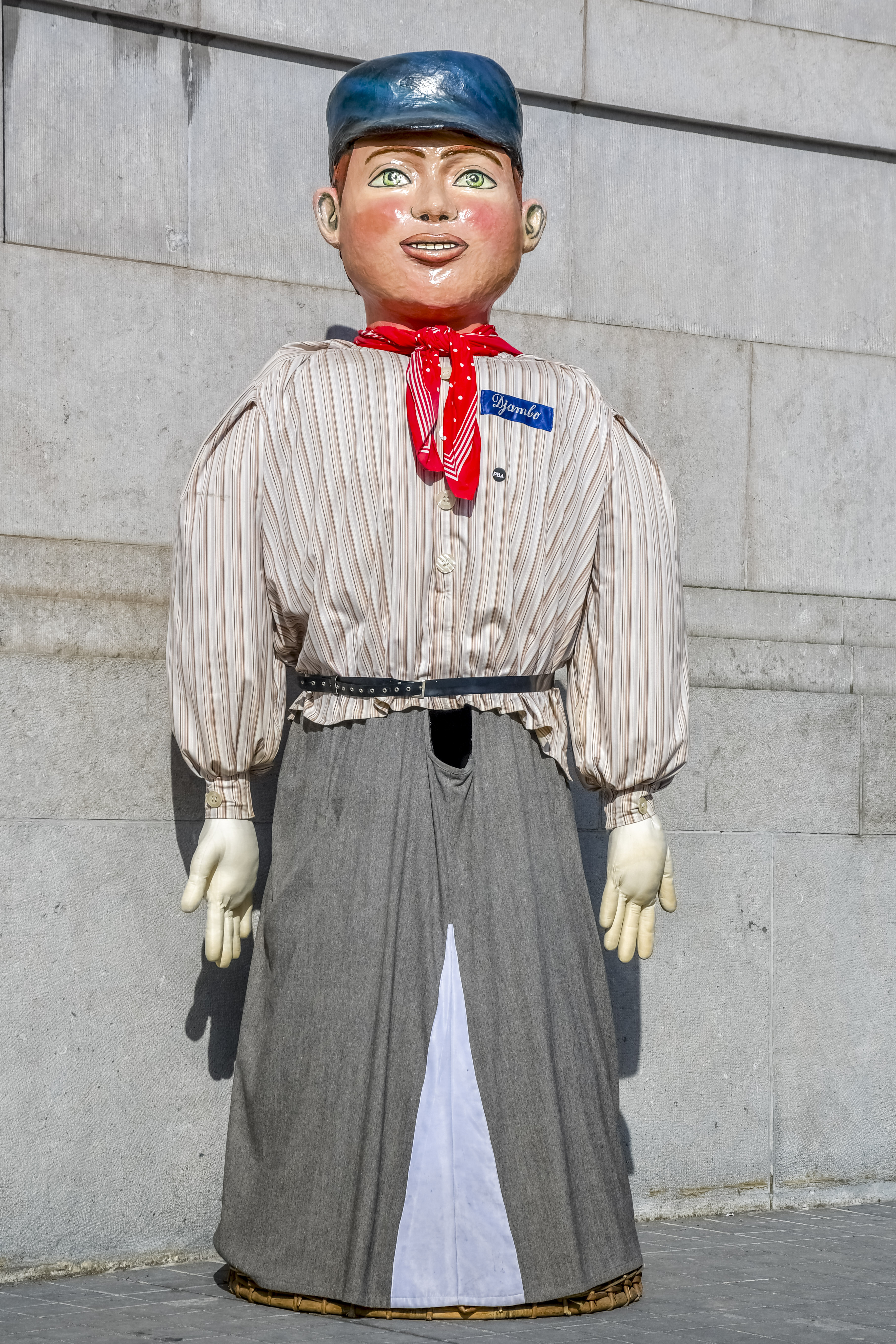
Djambo (1986)
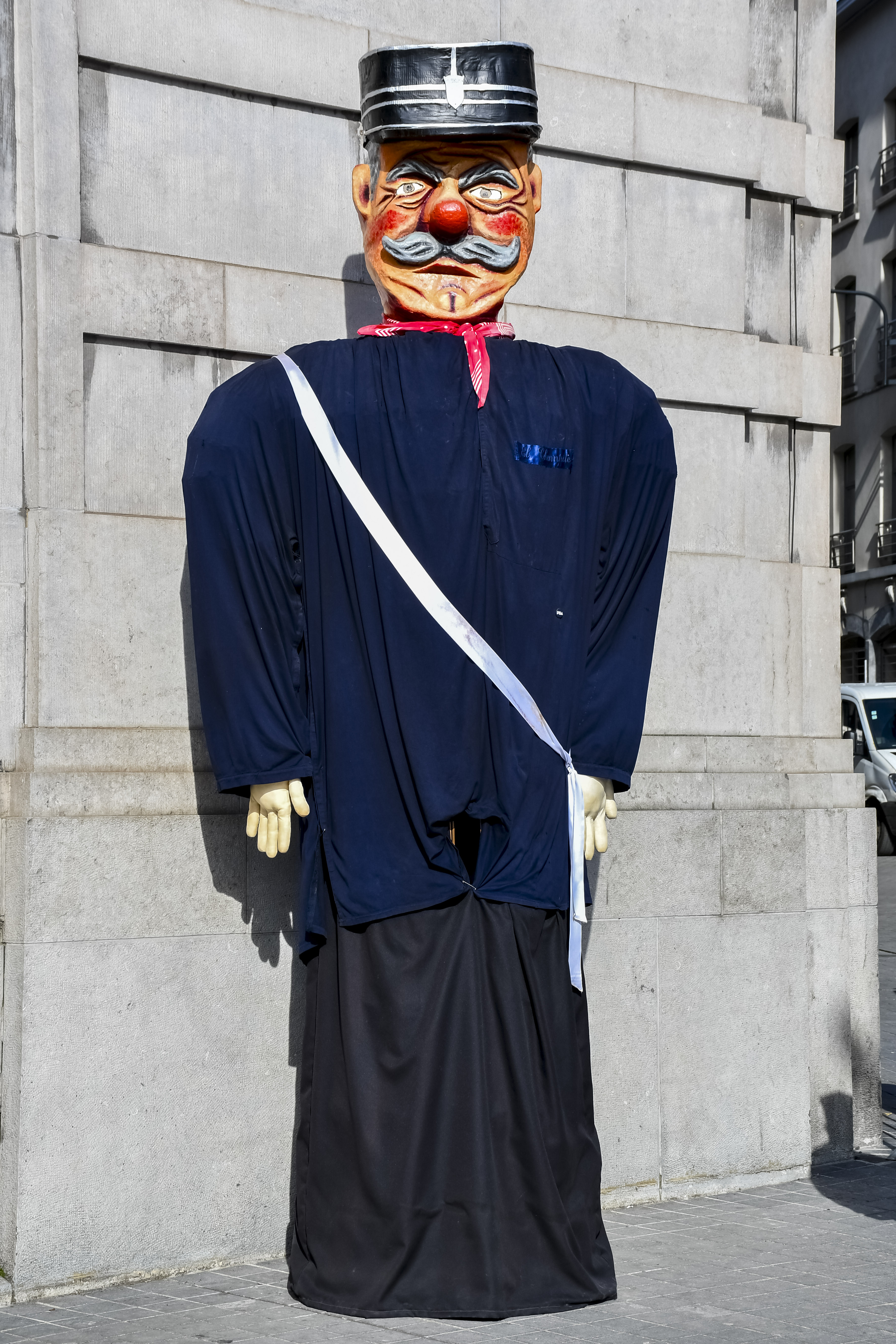
El Champête (1956)
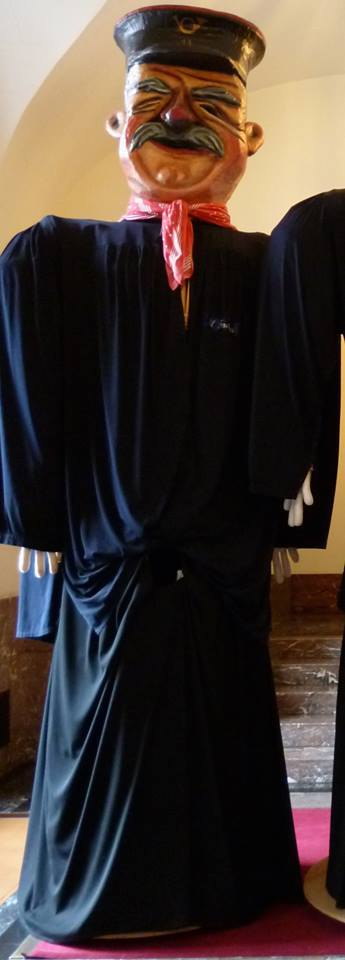
El Facteûr (1956)
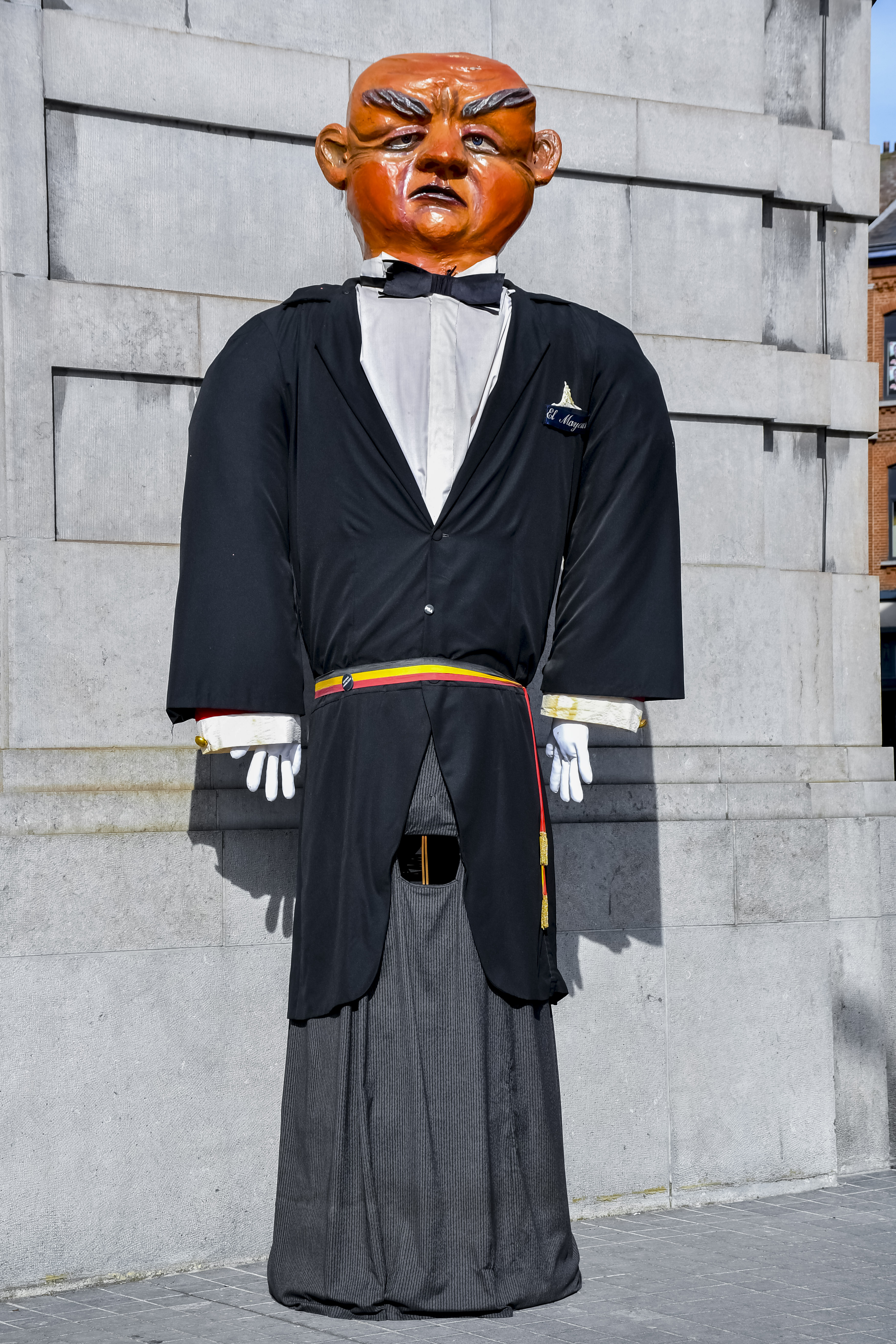
El Mayeur (1957)
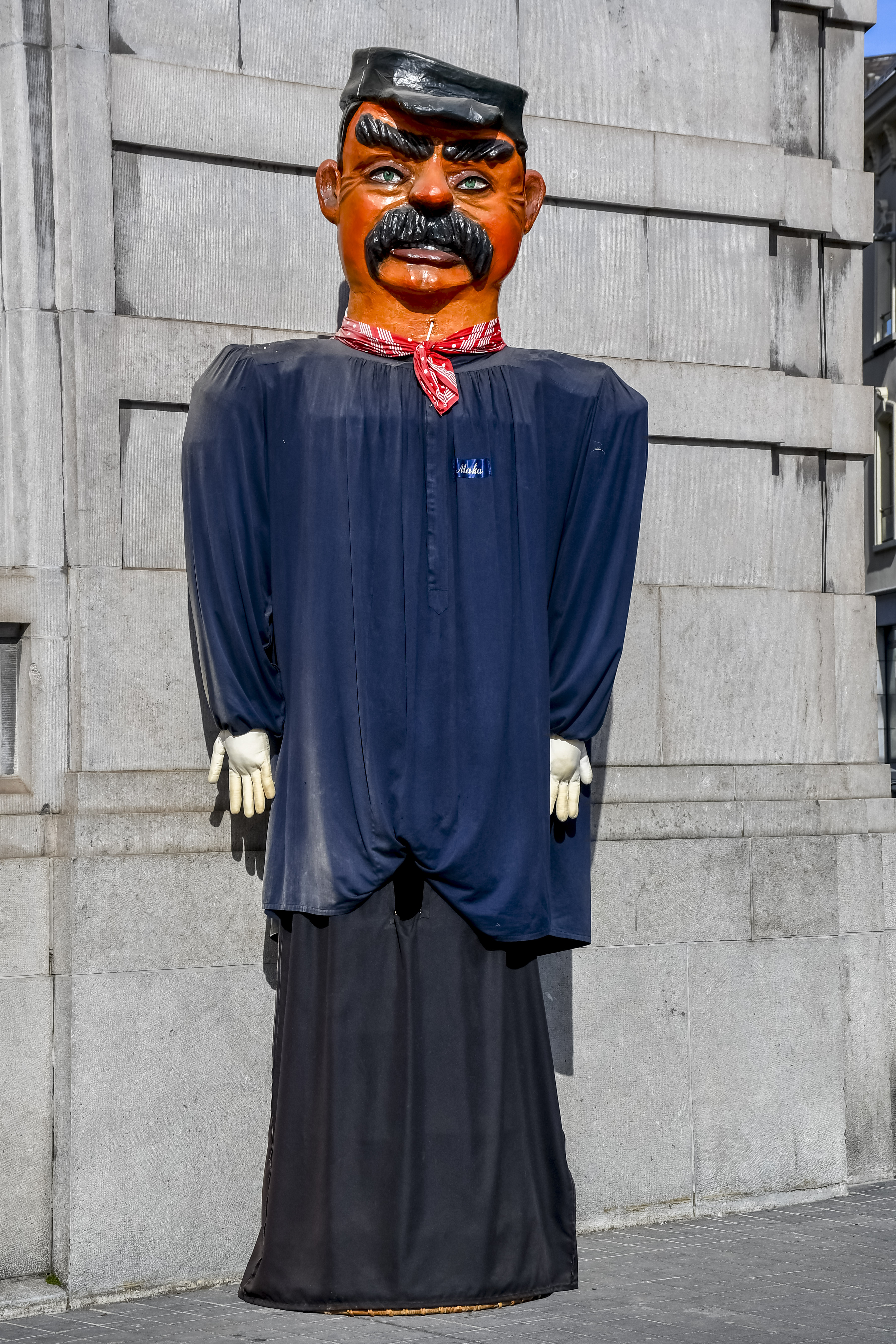
Maka (1957)
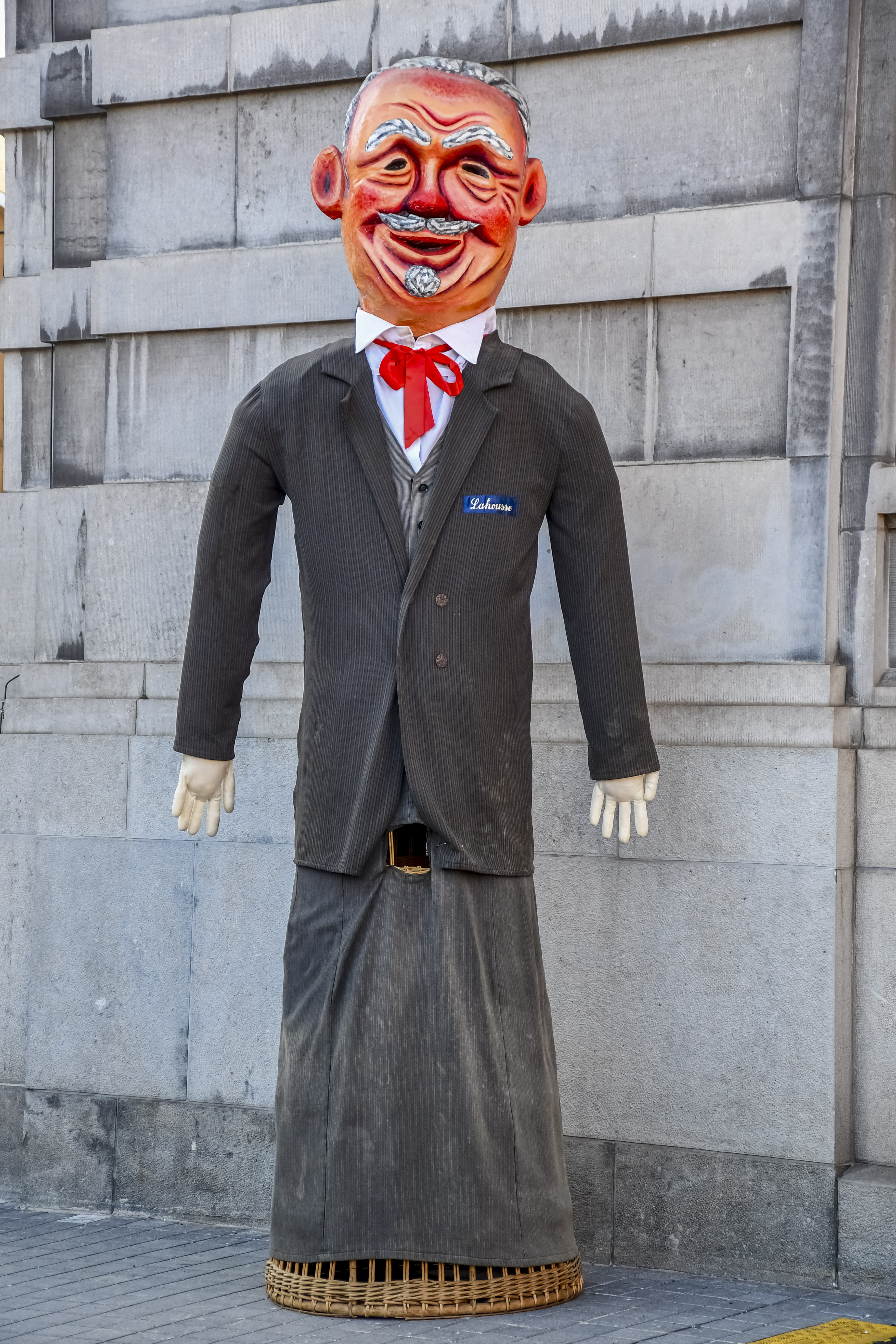
Lahousse (1957)
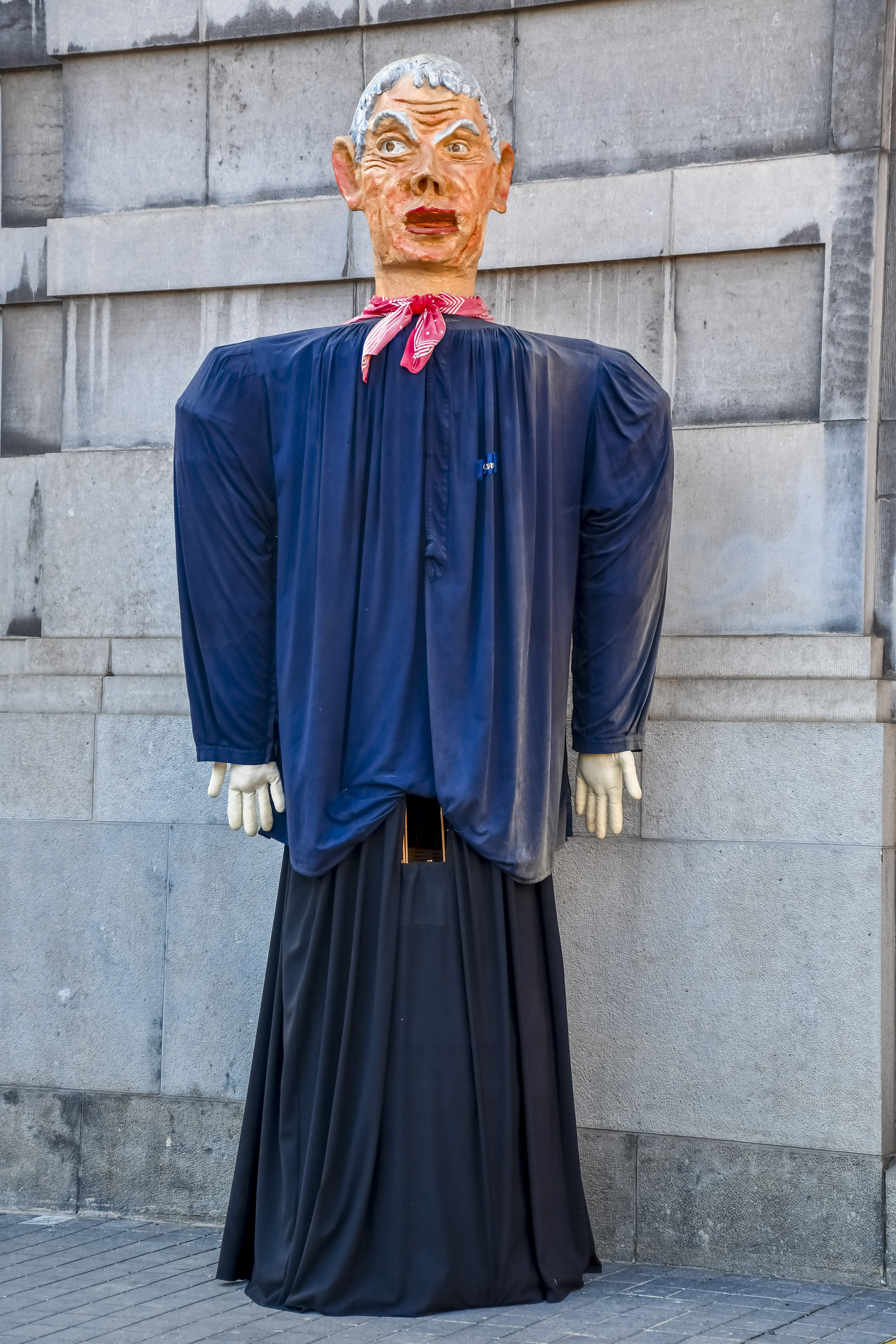
Davaux (1957)
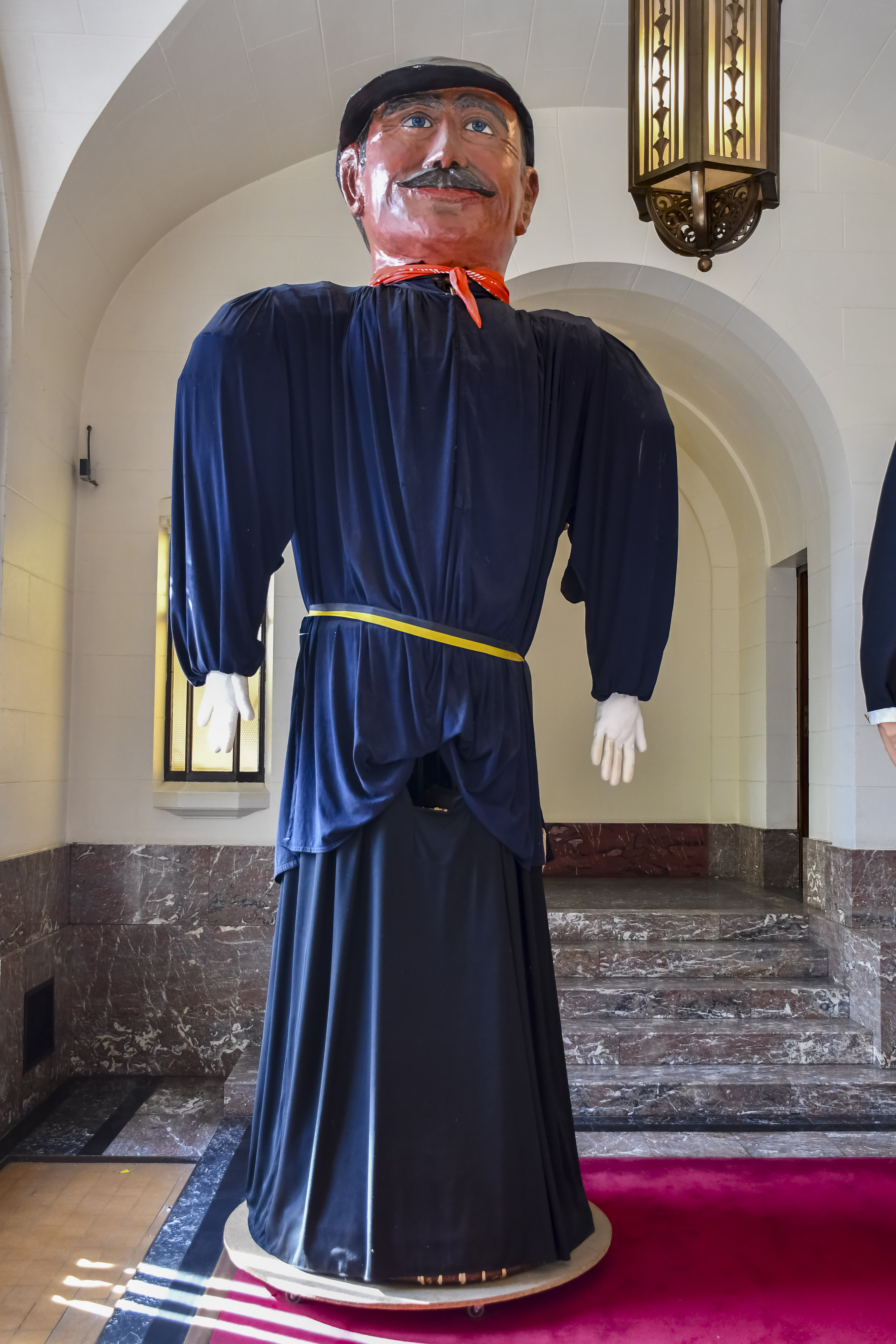
Escarmure (2009)
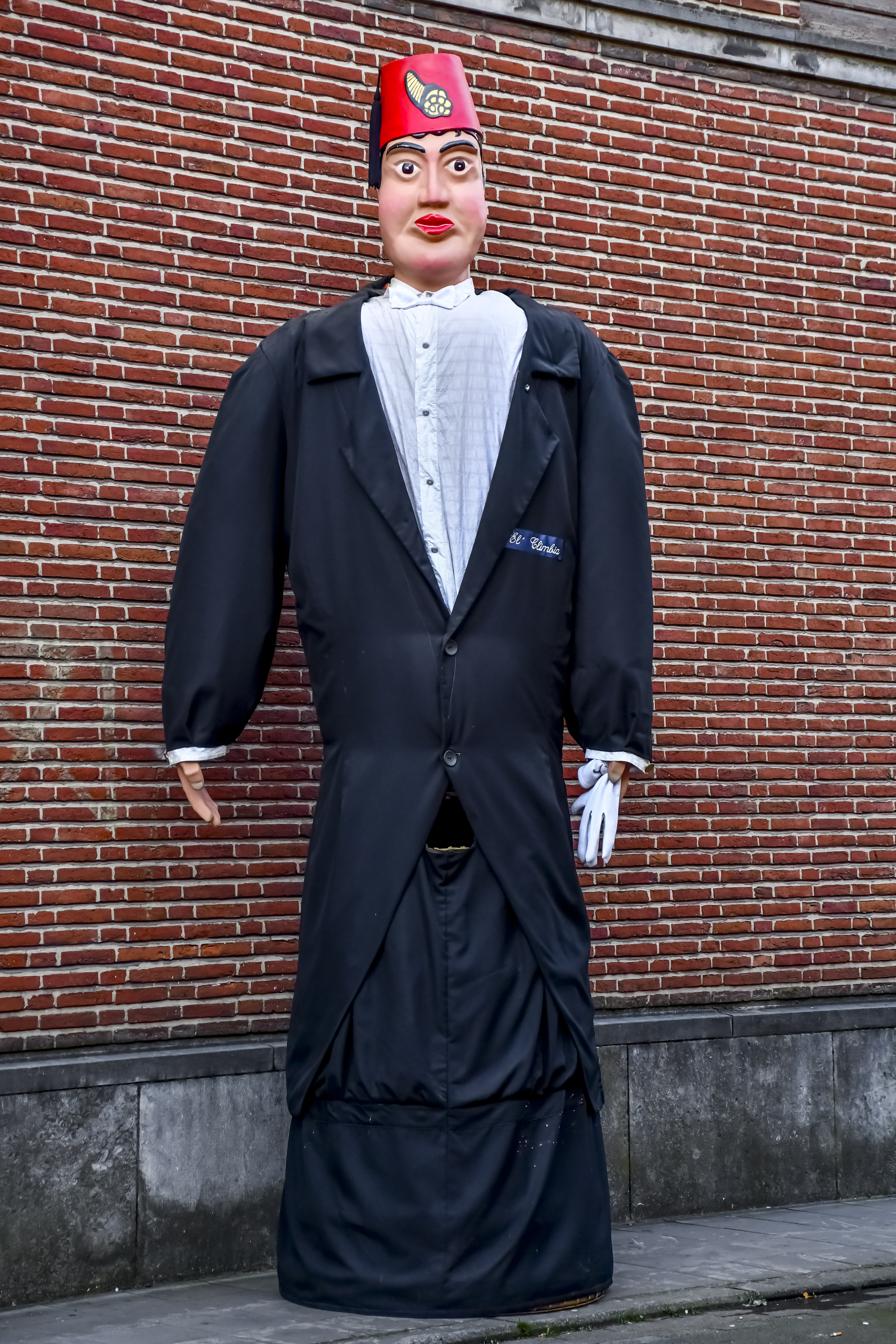
El Climbia (1992)
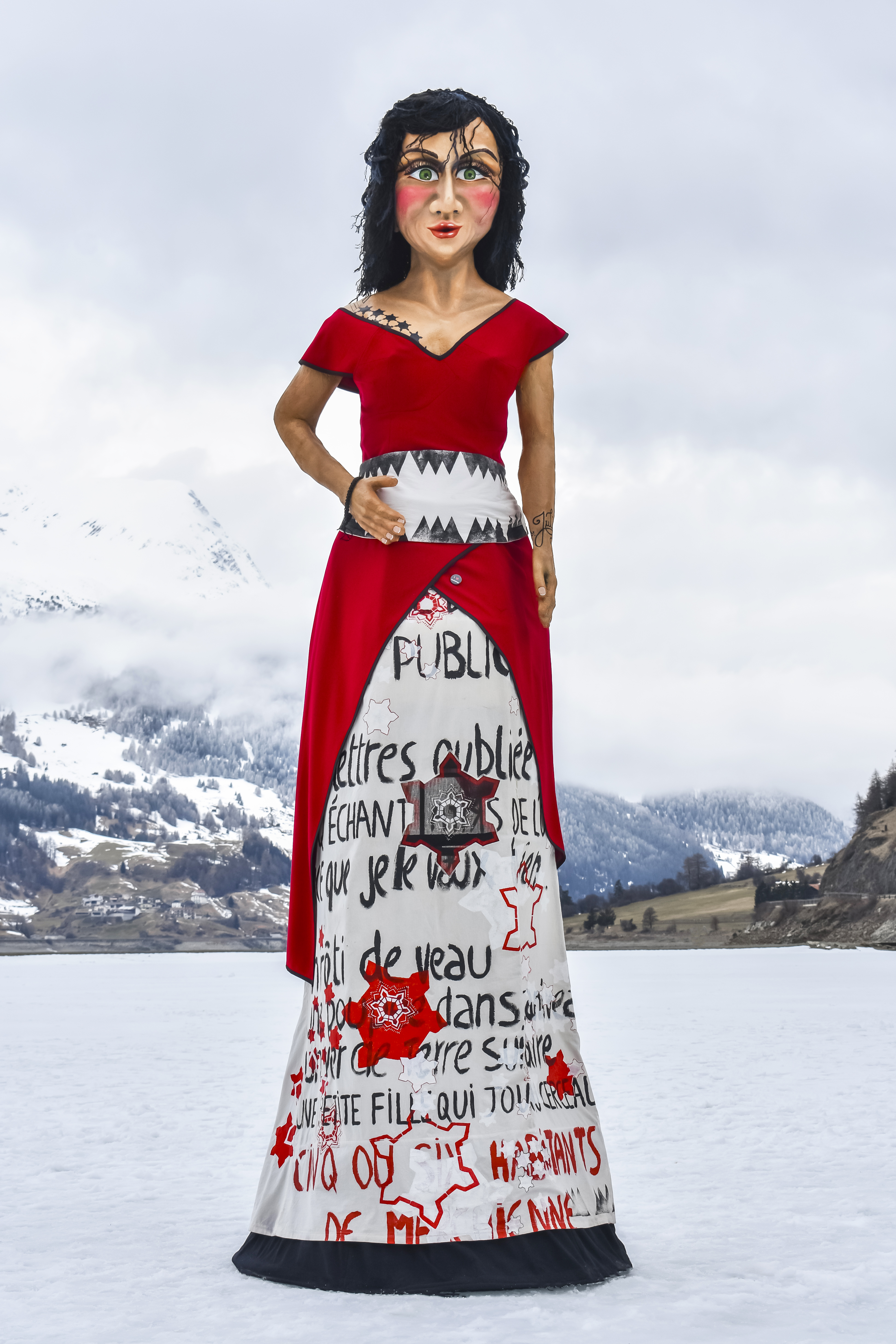
Julia (2016)
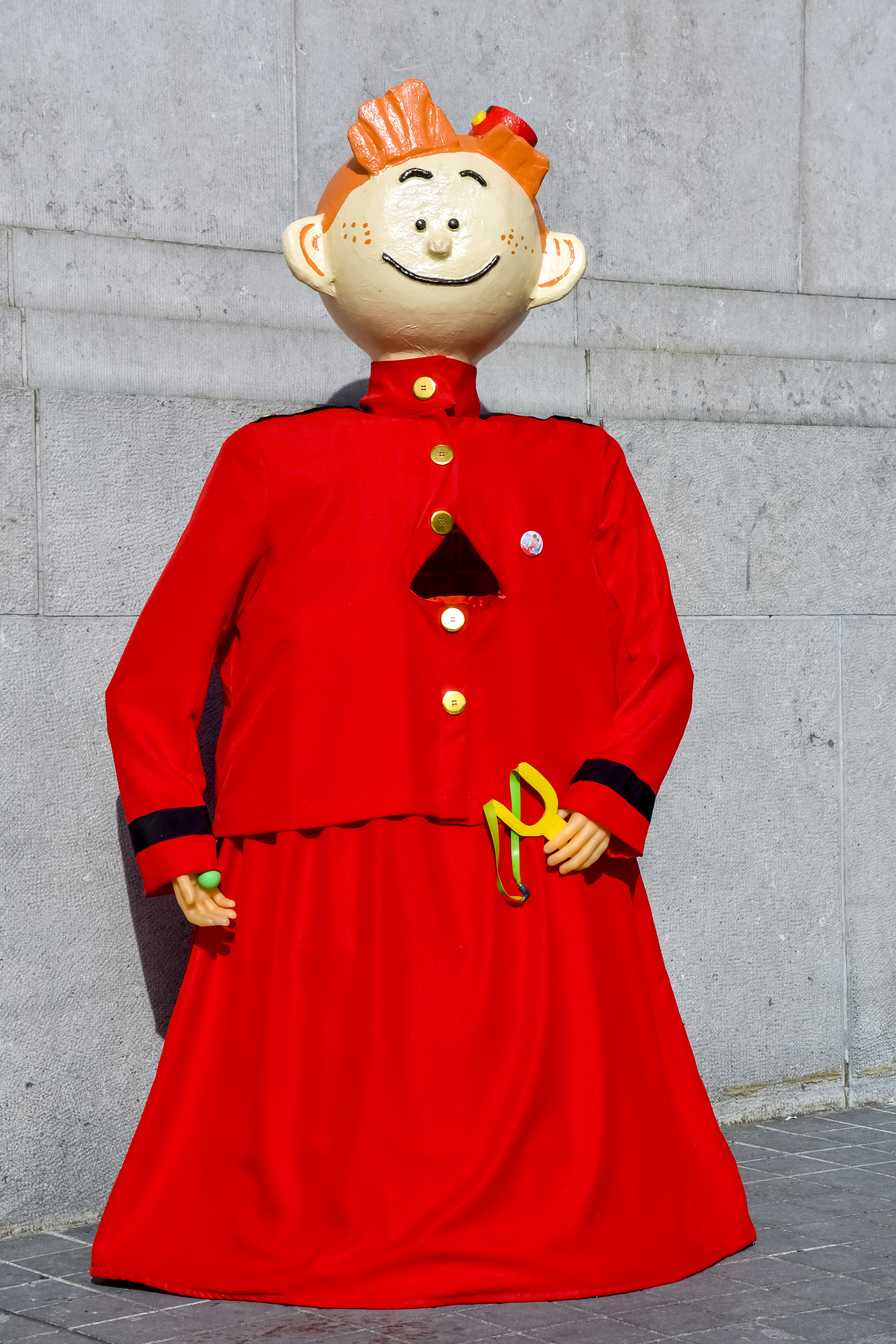
Maxime (2025)